# Matvej Jelisejev
Matvej Jelisejev, plným jménem Matvej Pavlovič Jelisejev (rusky Матвей Павлович Елисеев; anglickou transkripcí Matvey Eliseev, * 31. března 1993, Moskva-Zelenograd) je ruský biatlonista. Jeho největším úspěchem je třetí místo v závodě světového poháru, konkrétně v prosinci 2019 v Östersundu.
Biatlonu se věnuje od roku 2010. Ve světovém poháru debutoval v roce 2015 ve sprintu v Novém Městě na Moravě. Zúčastnil se také Zimních olympijských her 2018, kde skončil nejlépe ve vytrvalostním závodě na 28. místě.

## Výsledky

### Olympijské hry a mistrovství světa
| Sezóna  | Akce | Místo              | SP  | SZ  | HZ  | IZ  | ŠT | SŠT | SZD | Věk    |
| ------- | ---- | ------------------ | --- | --- | --- | --- | -- | --- | --- | ------ |
| 2017/18 | ZOH  | Pchjongčchang      | 83. | 28. | –   | –   | –  | 9.  | –   | 24 let |
| 2018/19 | MS   | Östersund          | 51. | –   | 35. | –   | 3. | –   | 6.  | 25 let |
| 2019/20 | MS   | Antholz-Anterselva | 12. | 55. | 28. | –   | 4. | 6.  | 7.  | 26 let |
| 2020/21 | MS   | Pokljuka           | 19. | 17. | 15. | 61. | 3. | –   | –   | 27 let |